# Żukow (miasto)
Żukow (ros.: Жуков) – miasto w zachodniej Rosji, w obwodzie kałuskim, nad rzeką Ugodką; siedziba administracyjna rejonu żukowskiego. W 2010 roku liczyło ok. 12,2 tys. mieszkańców. Ośrodek przemysłu drzewnego.

## Historia
Miejscowość założono na początku XVII w. Od 1656 roku nosiła nazwę Ugodskij Zawod. We wsi do 1780 roku działała huta, a po jej zamknięciu miejscowość stała się ośrodkiem handlowym powiatu małojarosławskiego. Znaczenie handlowe Ugodskiego Zawodu zmalało w XIX w. W 1974 roku wieś przemianowano na Żukowo, na cześć Gieorgija Żukowa, marszałka ZSRR. Prawa miejskie miejscowość otrzymała w 1996 roku po połączeniu z osiedlem typu miejskiego Protwa. Nowo powstałe miasto otrzymało nazwę Żukow.